# エリザベス・ギリース
エリザベス・イーガン・"リズ"・ギリース（Elizabeth Egan "Liz" Gillies、1993年7月26日 - ）はアメリカ合衆国の女優、声優、歌手、ダンサー。米ニコロデオンのシットコム『ビクトリアス』のジェイド・ウェスト役で知られる。

## 来歴
ギリースはアメリカ合衆国ニュージャージー州ハワースに生まれる。
ギリースは12歳の時に女優活動を始め、テレビコマーシャルに出演する。15歳のころにはブロードウェイでミュージカル『13』に出演。2008年には『ガールフレンズ』や『13歳のハゲ男』等の映画に出演する。
その後、ニコロデオンのシットコム『ビクトリアス』のジェイド・ウェスト役でレギュラー出演し、成功を収める。番組は2010年3月27日から2013年2月2日まで続き、2012年にはジェイドの人形も発売された。
2011年から放送中の『Winx Club』ではダプネの声を演じている他、同作のイメージソング「We Are Believix」のリードボーカルを務めた。
2014年にホラー映画『animal』に出演した。2015年よりFXのテレビドラマ『Sex&Drugs&Rock&Roll』に出演することが発表。同年7月より放送が開始された（2016年9月1日放送終了）。

## 私生活
アリアナ・グランデとはミュージカル『13』で共演して以来、私生活でも親交があり、シットコム『ビクトリアス』と『サム&キャット』、ミュージック・ビデオ「ライト・ゼア」や「thank u, next」などでも共演している。
2020年9月、作曲家のマイケル・コーコランと結婚した。

## フィルモグラフィー

### 映画
| 年   | 邦題/原題                 | 役名                     | 備考       |
| ---- | ------------------------- | ------------------------ | ---------- |
| 2008 | 13歳のハゲ男 Harold       | エヴリン・テイラー       |            |
| 2008 | ガールフレンズ The Clique | シェルビー・ウェクスラー |            |
| 2014 | Animal                    | マンディー               |            |
| 2014 | Killing Daddy             | クロエ・ローズ           | テレビ映画 |
| 2015 | お!バカんす家族 Vacation  | ヘザー                   |            |

### テレビ
| 年          | 邦題/原題                        | 役名               | 備考                                    |
| ----------- | -------------------------------- | ------------------ | --------------------------------------- |
| 2010 - 2013 | ビクトリアス Victorious          | ジェイド・ウェスト | メインキャスト 57エピソード             |
| 2011 - 2014 | ウィンクス・クラブ Winx Club     | ダプネ             | 声の出演 26エピソード                   |
| 2011        | アイ・カーリー iCarly            | ジェイド・ウェスト | 1エピソード「Victorious」のキャラクター |
| 2012        | ホワイトカラー White Collar      | クロエ・ウッズ     | 1エピソード                             |
| 2014        | サム&キャット Sam & Cat          | ジェイド・ウェスト | 1エピソード「Victorious」のキャラクター |
| 2015        | American Dad!                    | レナ・ホーム       | 1エピソード                             |
| 2015 - 2016 | Sex&Drugs&Rock&Roll              | Gigi               | メインキャスト 20エピソード             |
| 2017 -      | ダイナスティ Dynasty             | ファロン           | メインキャスト 1981年版のリメイク       |
| 2022        | 宇宙探査艦オーヴィル The Orville | ディナル           | ゲスト                                  |

### 演劇
- 13 (2008-2009年)
- Jawbreaker The Musical (2013年)

### ミュージック・ビデオ
- Freak the Freak Out (2010年) カメオ出演
- We Are Believix (2012年)
- You Don't Know Me (2012年)
- ライト・ゼア Right There (2013年) カメオ出演
- Die Trying (2015)
- Bang Bang (2016)
- thank u, next(2018)